# Torneio de xadrez de Biel de 1976
O Torneio de xadrez de Biel de 1976 foi um torneio Interzonal realizado com o objetivo de selecionar três jogadores para participar do Torneio de Candidatos de 1977, que foi o Torneio de Candidatos do ciclo 1976-1978 para escolha do desafiante ao título no Campeonato Mundial de Xadrez de 1978. A competição foi realizada na cidade de  Bienna de 11 de julho a 7 de agosto e teve como vencedor Bent Larsen.

## Tabela de resultados[1][3]
Os nomes em fundo verde claro indicam os jogadores que participaram do torneio de Candidatos do ano seguinte:
|    |                          | Rating | 1 | 2 | 3 | 4 | 5 | 6 | 7 | 8 | 9 | 10 | 11 | 12 | 13 | 14 | 15 | 16 | 17 | 18 | 19 | 20 | Total | Tie break |
| -- | ------------------------ | ------ | - | - | - | - | - | - | - | - | - | -- | -- | -- | -- | -- | -- | -- | -- | -- | -- | -- | ----- | --------- |
| 1  | DEN Bent Larsen          | 2625   | - | 0 | 1 | ½ | ½ | 0 | ½ | ½ | ½ | ½  | 1  | ½  | 1  | ½  | ½  | 1  | 1  | 1  | 1  | 1  | 12½   |           |
| 2  | URSTigran Petrosian      | 2635   | 1 | - | ½ | ½ | ½ | ½ | 1 | ½ | ½ | ½  | ½  | 1  | ½  | ½  | ½  | 1  | ½  | 0  | 1  | 1  | 12    | 110.75    |
| 3  | HUN Lajos Portisch       | 2625   | 0 | ½ | - | 0 | ½ | ½ | ½ | 1 | 1 | 1  | 1  | 1  | ½  | 1  | 1  | 0  | ½  | 1  | 0  | 1  | 12    | 108.25    |
| 4  | URSMikhail Tal           | 2615   | ½ | ½ | 1 | - | 0 | 1 | 1 | ½ | ½ | ½  | ½  | ½  | ½  | ½  | ½  | ½  | ½  | 1  | 1  | 1  | 12    | 107.50    |
| 5  | URS Vasily Smyslov       | 2580   | ½ | ½ | ½ | 1 | - | 0 | ½ | 1 | ½ | ½  | ½  | ½  | ½  | 1  | ½  | ½  | 1  | 1  | ½  | ½  | 11½   | 106.25    |
| 6  | EUA Robert Byrne         | 2540   | 1 | ½ | ½ | 0 | 1 | - | ½ | ½ | 0 | ½  | ½  | ½  | 1  | ½  | ½  | ½  | 1  | 1  | ½  | 1  | 11½   | 103.00    |
| 7  | GDR Robert Hübner        | 2585   | ½ | 0 | ½ | 0 | ½ | ½ | - | ½ | 1 | ½  | ½  | ½  | 1  | 1  | ½  | ½  | 1  | ½  | 1  | 1  | 11½   | 99.00     |
| 8  | SWE Ulf Andersson        | 2585   | ½ | ½ | 0 | ½ | 0 | ½ | ½ | - | 0 | ½  | 0  | ½  | ½  | ½  | 1  | 1  | 1  | 1  | 1  | 1  | 10½   |           |
| 9  | HUN István Csom          | 2490   | ½ | ½ | 0 | ½ | ½ | 1 | 0 | 1 | - | ½  | 0  | 0  | 0  | 1  | 1  | 1  | 0  | 1  | 1  | ½  | 10    | 89.75     |
| 10 | URS Efim Geller          | 2620   | ½ | ½ | 0 | ½ | ½ | ½ | ½ | ½ | ½ | -  | ½  | 1  | ½  | ½  | 0  | ½  | 1  | 0  | 1  | 1  | 10    | 89.00     |
| 11 | TCH Jan Smejkal          | 2615   | 0 | ½ | 0 | ½ | ½ | ½ | ½ | 1 | 1 | ½  | -  | 0  | ½  | 1  | 1  | ½  | ½  | 1  | ½  | 1  | 10    | 87.50     |
| 12 | NEDGennadi Sosonko       | 2505   | ½ | 0 | 0 | ½ | ½ | ½ | ½ | ½ | 1 | 0  | 1  | -  | ½  | ½  | ½  | ½  | ½  | ½  | ½  | 1  | 9½    |           |
| 13 | ISR\|Vladimir Liberzon   | 2540   | 0 | ½ | ½ | ½ | ½ | 0 | 0 | ½ | 1 | ½  | ½  | ½  | -  | 0  | ½  | 1  | ½  | ½  | 1  | ½  | 9     | 80.00     |
| 14 | USA Kenneth Rogoff       | 2480   | ½ | ½ | 0 | ½ | 0 | ½ | 0 | ½ | 0 | ½  | 1  | ½  | 1  | -  | ½  | 0  | ½  | 1  | 1  | ½  | 9     | 78.75     |
| 15 | URS Boris Gulko          | 2530   | ½ | ½ | 0 | ½ | ½ | ½ | ½ | 0 | 0 | 1  | 0  | ½  | ½  | ½  | -  | ½  | 0  | 1  | 1  | 1  | 9     | 77.00     |
| 16 | ARG Raúl Sanguineti      | 2480   | 0 | 0 | 1 | ½ | ½ | ½ | ½ | 0 | 0 | ½  | ½  | ½  | 0  | 1  | ½  | -  | ½  | ½  | ½  | 1  | 8½    |           |
| 17 | YUG Aleksandar Matanović | 2525   | 0 | ½ | ½ | ½ | 0 | 0 | 0 | 0 | 1 | 0  | ½  | ½  | ½  | ½  | 1  | ½  | -  | ½  | ½  | 1  | 8     |           |
| 18 | COL Oscar Castro         | 2380   | 0 | 1 | 0 | 0 | 0 | 0 | ½ | 0 | 0 | 1  | 0  | ½  | ½  | 0  | 0  | ½  | ½  | -  | 1  | ½  | 6     |           |
| 19 | SWI André Lombard        | 2420   | 0 | 0 | 1 | 0 | ½ | ½ | 0 | 0 | 0 | 0  | ½  | ½  | 0  | 0  | 0  | ½  | ½  | 0  | -  | 1  | 5     |           |
| 20 | CUB Joaquin Carlos Diaz  | 2385   | 0 | 0 | 0 | 0 | ½ | 0 | 0 | 0 | ½ | 0  | 0  | 0  | ½  | ½  | 0  | 0  | 0  | ½  | 0  | -  | 2½    |           |